# Ignazio Fiorillo
Pour les articles homonymes, voir Fiorillo.
Ignazio Fiorillo (né à Naples le 11 mai 1715, mort en juin 1787 à Fritzlar) est un compositeur italien d'opéras.

## Biographie
Fiorillo est né à Naples, Italie. Son éducation musicale a été encouragée par le Comte Otto Ferdinand von Traun, qui lui a permis d'étudier au Conservatoire de Naples, où il a été l'élève de Leonardo Leo et de Francesco Durante. Sa carrière a commencé avec l'opéra L'egeste, créé à Trieste en 1733. Un autre opéra, Il vincitor di se stesso, a été représenté en 1741 à Venise, et Fiorillo s'est présenté lui-même comme un compositeur d'opéra aussi bien à Milan qu'à Padoue. Au cours des années 1740, il a fait plusieurs tournées européennes en tant que membre de l'ensemble de Phillip Nicolini, spécialisé dans le théâtre pour enfants (Teatro dell'Opera Pantomima dei Piccolo Hollandesi di Nicolini). Fiorillo a été engagé comme compositeur. En 1749, il se trouve avec Nicolini à Brunswick, à la  cour de Charles Ier de Brunswick-Wolfenbüttel. Fiorillo est devenu compositeur de la cour en 1750, et Nicolini est devenu le directeur des théâtres de la cour. En 1762, Fiorillo a été engagé par Frédéric II de Hesse-Cassel à sa cour à Cassel. Il a rehaussé de manière significative la qualité de l'opéra à la cour de Cassel. Ingazio Fiorillo a pris sa retraite en 1779, et est décédé à Fritzlar, Allemagne. Il est le père de Federigo Fiorillo (1753 - 1823), qui a été violoniste et compositeur, surtout connu pour un ensemble d'études, et de Johann Dominicus Fiorillo (1748-1821), peintre et historien de l'art.

## Œuvres
Fiorillo a composé la majorité de ses œuvres lors de son séjour à Brunswick. Sa production comprend des opéras, des intermèdes et de la musique de scène pour la ensemble de Nicolini. Son style de composition est similaire à celui de Johann Adolph Hasse, avec une évidente invention mélodique et une expression dramatique concentrée dans les parties vocales. Les interventions instrumentales dans ses compositions sont réduites au minimum.

### Opéras
- L’Egeste (Carlo Pagani Cesa), melodramma per musica (1733 Trieste)
- Mandane (Bartolomeo Vitturi), dramma per musica (1736 Venise)
- Partenope nell’Adria (Nicolò Bastiano Biancardi dit Domenico Lalli), Serenata (1738 Venise)
- L’Artimene (Claudio Nicola Conte Stampa), dramma per musica (1739 Milan)
- Il vincitor di se stesso (Conte Antonio Zaniboni), dramma per musica (1741 Venise)
- Vologeso (Apostolo Zeno), dramma per musica (1742 Padoue)
- L’Angelica (Pietro Metastasio), dramma pastorale (1744 Padoue; 1751 Wolfenbüttel, comme Serenata)
- L’olimpiade (Pietro Metastasio), dramma per musica (1745 Venise; 1749 et 1750 Brunswick)
- Astiage rè de’ Medi (Matteo Noris, nach Apollonio Apolloni), dramma per musica (1749 Brunswick)
- Adriano in Siria (Pietro Metastasio), dramma per musica (1750 Brunswick)
- Demofoonte (Pietro Metastasio), dramma per musica (1750 et 1751 Brunswick)
- La Didone abbandonata (Pietro Metastasio), dramma per musica (1751 Brunswick)
- Siface (Pietro Metastasio), dramma per musica (1752 Brunswick)
- Alessandro nell’Indie (Pietro Metastasio), dramma per musica (1752 Brunswick)
- Il Ciro riconosciuto (Pietro Metastasio), dramma per musica (1753 Brunswick); vraisemblablement tiré de Astiage, ré di Medi
- Demetrio (Pietro Metastasio), dramma per musica (1753 Brunswick)
- Endimione (Pietro Metastasio), Serenata (1754 Brunswick)
- Lucio Vero (Apostolo Zeno), dramma per musica (1756 Brunswick); tiré de Vologeso
- Nitteti (Pietro Metastasio), dramma per musica (1758 Brunswick)
- L’Ifigenia (Librettiste inconnu); dramma per musica (1759 Brunswick); Pasticcio avec la musique de Fiorillo, Baldassare Galuppi et des compositeurs inconnus
- Ipermestra (Pietro Metastasio), dramma per musica (1759 Brunswick)
- Il Creso (Giuseppe Gioacchino Pizzi), dramma per musica (1760 Brunswick); Pasticcio avec la musique de Fiorillo, Domenico Fischietti, Davide Perez (en) et Gian Francesco de Majo
- Diana ed Endimione (Pietro Metastasio), Pastorale; tiré de Endimione
- Artaserse (Pietro Metastasio), dramma per musica (1765 Cassel)
- Andromeda (Vittorio Amedeo Cigna-Santi), dramma per musica (1770 et 1771 Cassel)

### Intermèdes
- L’amante ingannatore (Librettiste inconnu), intermezzo (1747 Prague, 1748 Leipzig, vers 1750 Brunswick)
- Li Birbi (Antonio Zanetti), intermezzo (1748 Prague, Leipzig et Hambourg, 1749 Brunswick)
- Il finto pazzo (Librettiste inconnu), intermezzo (1748 Prague et Leipzig)
- Con la burla da dovero (Librettiste inconnu), intermezzo (1748 Prague? Hambourg?)
- Il vecchio pazzo in amore (Librettiste inconnu), intermezzo (1748 Hambourg)
- Monsieur di Porsugnacco (Librettiste inconnu), intermezzo (1749 ou plus tard Brunswick)

## Source
- (en) Cet article est partiellement ou en totalité issu de l’article de Wikipédia en anglais intitulé « Ignazio Fiorillo » (voir la liste des auteurs).